# Ідрійца
Ідрійца (словен. Idrijca) — річка в Словенії 60 кілометрів в довжину. Починається близько Войско, тече в напрямку північний схід і, пройшовши через Ідрію повертає на північний захід. Після проходження через с. Сподня Ідрія і Церкно приєднується до р. Соча в м. Мост на Сочі. Річковий басейн має площу 598 квадратних кілометрів. 
Річка має безліч риби, серед яких Главатиця (Salmo marmoratus), райдужна форель і харіус заслуговують на увагу.

## Галерея

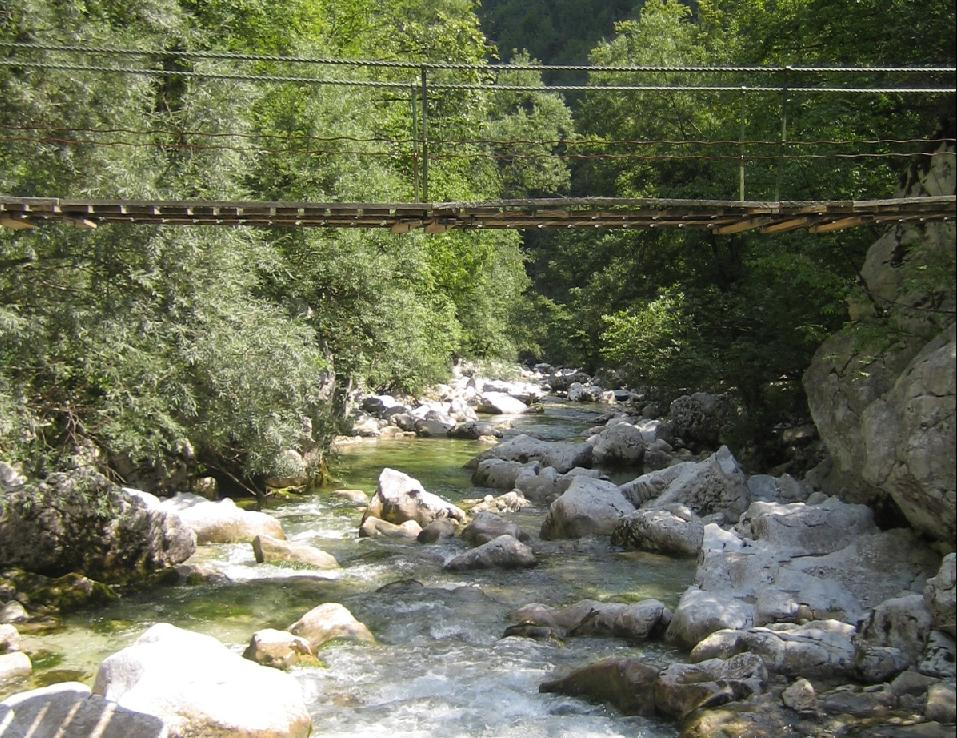
Верхня течія річки Ідрійца
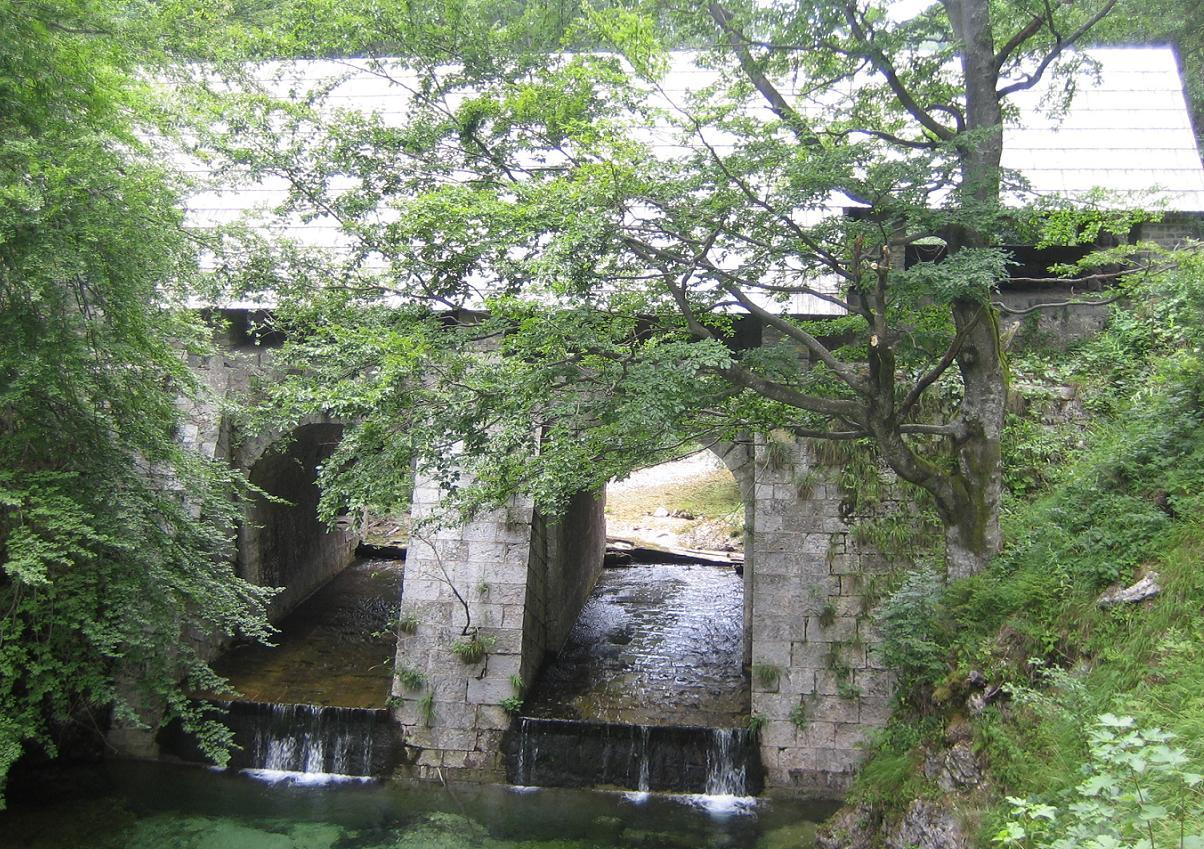
Шлюз близько Ідрії